# Weston under Wetherley
Pour les articles homonymes, voir Weston.
Weston under Wetherley est un village et une paroisse civile du Warwickshire, en Angleterre. Administrativement, il dépend du district de Warwick.